# Cordulegaster maculata
Cordulegaster maculata là loài chuồn chuồn trong họ Cordulegastridae. Loài này được Selys mô tả khoa học đầu tiên năm 1854.

## Hình ảnh

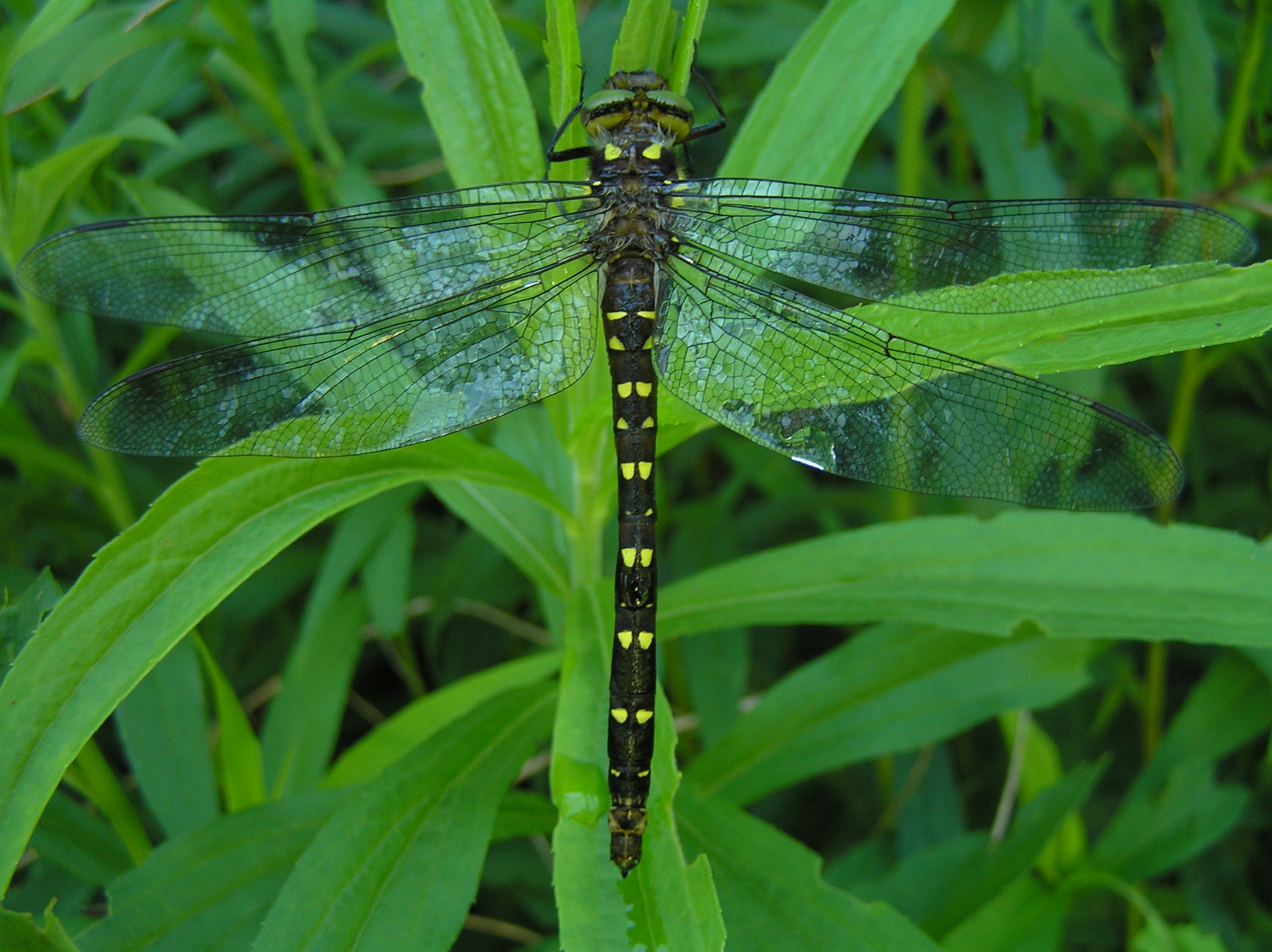